# Gustav Herbst (Geodät)
Heinrich Carl Gustav Herbst (* 1. November 1809 in Ilmenau; † 9. Dezember 1881 in Weimar) war ein Großherzoglich Weimarischer Geometer, Geologe, Paläontologe  und Fossiliensammler.

## Leben
Gustav Herbst war ein Sohn des Ilmenauer Großherzoglichen Oberförsters Gottlieb Herbst und dessen Ehefrau Güntherine, geborene Erdmann. Bis zu seinem 14. Lebensjahr besuchte  er in Ilmenau die Privatschule des Diakons Schmidt, wechselte dann auf das Gymnasium in Schleusingen und studierte anschließend von 1829 bis 1831 an der Universität in Jena Nationalökonomie und Naturwissenschaften. 1835 wurde er Landesgeometer und 1840 Großherzoglich Weimarischer Kammergeometer in Weimar. Nach der zwischenzeitlich 1841 an der Universität Jena erfolgten Promotion zum Dr. phil. wurde er später 1848 Vermessungsdirektor der neu gegründeten Großherzoglichen Vermessungsdirektion und 1858 zum wirklichen Rat ernannt. Im Jahr 1866 erhielt er im Staatsministerium die Ernennung zum vortragenden Rat für das Vermessungswesen und bekam daneben noch das Referat für Bergbausachen übertragen. 1874 wurde Gustav Herbst zum Geheimen Finanzrat ernannt.
Als Leiter des Großherzoglichen Oberaichamtes hatte er maßgeblichen Anteil bei der Vereinheitlichung des Maß- und Gewichtssystems im Großherzogtum und in Thüringen  (Weimarer Maßeinheiten). Darüber hinaus wirkte er bei der geologischen Kartierung der Umgebung von Weimar unter Bernhard von Cotta mit, auf dessen Blatt Weimar-Gotha der Geognostischen Karte von Thüringen von 1846 seine Geologische Karte der Umgebung von Weimar von 1847 aufbaut. Gustav Herbst legte bei seinen Forschungen eine umfangreiche Sammlung von Fossilien  der Umgebung von Weimar an und veröffentlichte unter anderem  Beiträge zum Muschelkalk und Keuper sowie über das Jungtertiär von Kranichfeld und über Travertinfossilien von Weimar. Er korrespondierte unter anderem mit Alexander von Humboldt, der in einem Handschreiben an Gustav Herbst vom 14. Mai 1846 dessen Schrift ueber die wichtigsten Momente in der Bildungsgeschichte unserer Erde und einer Erklärung des tellurischen Magnetismus als eine solche Abhandlung bezeichnet „Die er ganz und mit vielem Vergnügen gelesen habe, indem darin eine lichtvolle, verallgemeinernde Darstellung der wichtigsten Thatsachen enthalten sei.“
Gustav Herbst ist Erstbeschreiber der heute ausgestorbenen Kiefern-Art Pinus spinosa Herbst 1844.
Von Gustav Herbst 1856 in der Braunkohle bei Kaltennordheim gefundene Zähne wurden von Hermann von Meyer zu Crocodilus plenidens (heute Diplocynodon plenidens (Meyer, 1838)) gestellt und bestätigen durch ihre Fundumstände, dass diese Krokodile Bewohner der Sumpfwälder waren.
Im Januar 1880 hielt Gustav Herbst im Medicinisch-Naturwissenschaftlichen Verein zu Weimar einen Vortrag über Kant als Naturforscher, Philosoph und Mensch, der bereits im Folgejahr in der Reihe der Veröffentlichungen gemeinverständlicher wissenschaftlicher Vorträge im Habel-Verlag in Berlin veröffentlicht wurde.
Gustav Herbst war seit 1841 Freimaurer und wirkte von 1869 bis 1873 als Nachfolger des Seminar- und Bürgerschuldirektors Karl Friedrich Wilhelm Mohnhaupt als Meister vom Stuhl der Freimaurerloge Anna Amalia zu den drei Rosen. Sein Nachfolger wurde 1873 der Philologe Karl Eduard Putsche.
Sein Logenbruder Hermann Böhlau brachte 1854 seine Schrift über den Goldbergbau bei Weida heraus.
Heinrich Carl Gustav Herbst war seit 1858 Mitglied der Akademie gemeinnütziger Wissenschaften zu Erfurt und wurde am 22. Januar 1879 in der Sektion Mineralogie, Kristallographie und Petrologie als Mitglied (Matrikel-Nr. 2219) in die Deutsche Akademie der Naturforscher Leopoldina aufgenommen.
Im Jahr 1880 wurde Gustav Herbst das Ritterkreuz der I. Abteilung des Falkenordens verliehen.
Gustav Herbst war seit 1839 mit seiner Frau Wilhelmine, geborene Blumenröder, einer Tochter des damaligen Ilmenauer Bürgermeisters, verheiratet. Das Ehepaar Herbst hatte 5 Kinder.

## Schriften (Auswahl)
- Versuch einer kurzen Darlegung der wichtigsten Momente in der Bildungsgeschichte unserer Erde und einer Erklärung des tellurischen Magnetismus. In: Allgemeiner Anzeiger und Nationalzeitung der Deutschen, 145, Dienstags den 1. Junius 1841, S. 1877–1884 (Digitalisat)
- Versuch einer kurzen Darlegung der wichtigsten Momente in der Bildungsgeschichte unserer Erde und einer Erklärung des tellurischen Magnetismus (Beschluß zu Nr. 145, S. 1877–1884). In: Allgemeiner Anzeiger und Nationalzeitung der Deutschen, 146, Mittwochs den 2. Junius 1841, S. 1893–1900 (Digitalisat)
- Die Kiefern-Reste in der Braunkohle von Kranichfeld bei Weimar. In: Neues Jahrbuch für Mineralogie, Geognosie, Geologie und Petrefaktenkunde, 1844, Stuttgart 1844, S. 173–179 (Digitalisat)
- Fossile Pinien-Zapfen von Kranichfeld. In: Neues Jahrbuch für Mineralogie, Geognosie, Geologie und Petrefaktenkunde, 1844, Stuttgart 1844, S. 567–568 (Digitalisat)
- Über ein fossiles Ei. In: Neues Jahrbuch für Mineralogie, Geognosie, Geologie und Petrefaktenkunde, 1847, Stuttgart 1847, S. 311–313 (Digitalisat)
- Braunkohlen mit Folliculites kaltennordheimensis, Crocodilus plenidens Myr. und Aceratherium incisivum Kaup. In: Neues Jahrbuch für Mineralogie, Geognosie, Geologie und Petrefaktenkunde, 1857, Stuttgart 1857, S. 58–59 (Digitalisat)
- Bericht über einen Bohrversuch nach Steinkohle bei Tambach im Herzogthum Gotha. In: Berg- und hüttenmännische Zeitung unter besonderer Berücksichtigung der Mineralogie und Geologie, 17, Freiberg 1848, S. 25–27, S. 40–44 (Digitalisat)
- Der Goldbergbau bei Weida im Grossherzogthume Sachsen. Hermann Böhlau, Weimar, 1854 (Digitalisat)
- Kant als Naturforscher, Philosoph und Mensch. Sammlung gemeinverständlicher wissenschaftlicher Vorträge, 362, Habel, Berlin 1881 (Digitalisat)